# Burupieper
De burupieper (vroeger burubergbrilvogel)  (Anthus ruficollis synoniem: Madanga ruficollis) is een zangvogel. De soort werd in 1923 door Lionel Walter Rothschild & Ernst Hartert geldig beschreven in een apart geslacht Madanga dat werd gerekend tot de familie brilvogels. Volgens uitgebreid onderzoek, dat in 2015 werd gepubliceerd, is de soort, net als de Bocages langsnavelzanger, verwant aan de Kwikstaarten en piepers (Motacillidae). Het is een bedreigde, endemische vogelsoort op Buru (Molukken, Indonesië).

## Kenmerken
De vogel is 13 cm lang. Het is een kleine, onopvallend gekleurde vogel met een grijze kop, roodbruine keel en olijfgroen van boven en grijs op borst en buik. De onderstaartdekveren zijn geelbruin, de poten en snavel zijn zwart. De vogel lijkt op de Molukse vliegenvanger (Ficedula buruensis), maar die is veel donkerder van boven en is warmer, meer roodbruin van onder.

## Verspreiding en leefgebied
Deze soort is endemisch op het eiland Buru. Rond 1920 zijn daar vogels verzameld en verder zijn er waarnemingen van na 2001 in berggebieden in het westen van het eiland. Het leefgebied bestaat uit nevelwoud tussen de 820 en 1750 m boven zeeniveau.

## Status
De burupieper heeft een zeer beperkt verspreidingsgebied en daardoor is de kans op uitsterven aanwezig. De grootte van de populatie werd in 2012 door BirdLife International geschat op 2,5 tot 10 duizend individuen en de populatie-aantallen nemen af. Bergwouden worden minder snel gekapt, maar toch wordt het leefgebied al op kleine schaal aangetast waarbij natuurlijk bos wordt omgezet in gebied voor agrarisch gebruik en menselijke bewoning. Om deze redenen staat deze soort als bedreigd op de Rode Lijst van de IUCN.